# قائمة المدن التوأم والمدن الشقيقة في المغرب

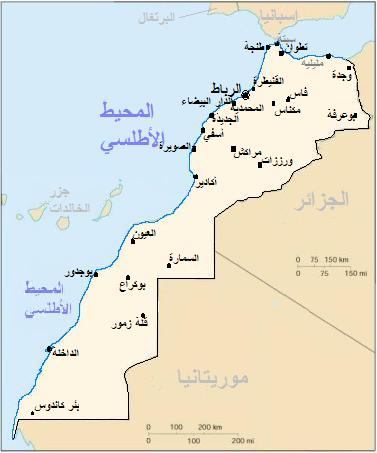
خريطة المملكة المغربية

هذه قائمة بالمدن المغربية التي لها روابط دائمة بالمجتمعات المحلية في البلدان الأخرى المعروفة باسم " توأمة المدن " (عادة في أوروبا) أو "المدن الشقيقة" (عادة في بقية العالم).

## أ

### آسفي
- بولوني سور مير، فرنسا[1]
- مونتيرو فولو يون، فرنسا[2]
- سالبيري دي فاليفيلد، كندا[3]
- صفاقس، تونس[4]
- شطوبر، البرتغال[5]

### أحفير
- هيروفيل سانت كلاير، فرنسا[6]

### أكادير
- بورتسموث، الولايات المتحدة[7]
- بليفن، بلغاريا[8]
- هانغتشو، الصين[9]
- غزة، فلسطين[10]

### إفران
- ألبونيول، إسبانيا[11]

### أصيلة
- ألبونيول، إسبانيا[11]
- شنترة، البرتغال[12]

## ب

### بركان[13]
- بوندي، فرنسا
- بربينيان، فرنسا
- زيست، هولندا
- سان جيل، بلجيكا

### برشيد
- تشكمكوي، تركيا[14]

## ت

### تطوان
- المنستير، تونس[15]
- تاراسا، إسبانيا[16]
- خان يونس، فلسطين[17]
- غرناطة، إسبانيا[18]

### تيزنيت
- إزميد، تركيا[19]
- سان دوني، فرنسا[20]
- سومرفيل، الولايات المتحدة[21]

## ج

### الجديدة
- أرينزانو، إيطاليا[22]
- برسلش، البرتغال[23]
- نابل، تونس[24]
- سيت، فرنسا[25]
- فارين، كندا[26]
- فييرزو، فرنسا[27]
- شنترة، البرتغال[12]
- تاكوما، الولايات المتحدة[28]

## د

### الدار البيضاء[29]
- بوسان، كوريا الجنوبية[30]
- بوردو، فرنسا
- جاكرتا، إندونيسيا
- داكار، السنغال
- دبي، الإمارات العربية المتحدة
- كوالالمبور، ماليزيا
- مسقط، عمان
- نواذيبو، موريتانيا
- صفاقس، تونس[4]
- شيكاغو، الولايات المتحدة
- شنغهاي، الصين

### الداخلة
- بيت لحم، فلسطين[31]
- كراي، فرنسا[32]
- كروتوني، إيطاليا[33]
- فيبو فالينتيا، إيطاليا[33]
- قادس، إسبانيا[34]
- غريت نيك، الولايات المتحدة[35]

### الدروة
- عمرانية، تركيا[36]

## و

### وجدة
- ليل، فرنسا[37]
- سينت-يانس-مولينبيك، بلجيكا[38]
- القدس، فلسطين[39]
- تروبريدج، إنجلترا، المملكة المتحدة[40]
- غرونوبل، فرنسا[41]

### ورزازات
- موبيج، فرنسا[42]

## ز

### زاكورة
- شابيل ليز هيرليمونت، بلجيكا[43]

## ح

### الحاجب
- كونسيل بلوفس، الولايات المتحدة[44]

### الحسيمة
- ألبونيول، إسبانيا[11]
- سينت نيكلاس، بلجيكا[45]

## ط

### طنجة[46]
- بوتو، فرنسا[47]
- بنزرت، تونس
- الجزيرة الخضراء، إسبانيا[48]
- دا نانغ، فيتنام[49]
- لياج، بلجيكا
- ميتز، فرنسا
- سان دوني، ريونيون، فرنسا
- سانت جوس تن نود، بلجيكا[50]
- سانتياغو، تشيلي
- سطيف، الجزائر
- فارو، البرتغال
- قادس، إسبانيا

## م

### مولاي يعقوب
- إيكس ليبان، فرنسا[51]

### المحمدية
- أويرس، البرتغال[52]
- غنت، بلجيكا[53]

### مكناس
- طولكرم، فلسطين[54]
- نيم، فرنسا[55]
- سينون، فرنسا[54]
- شنترين، البرتغال[56]

### مراكش[57]
- مارسيليا، فرنسا
- نينغبو، الصين
- سوسة، تونس
- سكوتسديل، الولايات المتحدة
- تمبكتو، مالي
- غرناطة، إسبانيا

### المضيق
- فرونتنيان، فرنسا[58]

## س

### سطات
- ينشوان، الصين[59]
- لاسيل سان كلو، فرنسا[60]

### سلا[61]
- أريانة، تونس
- بيتونيا، فلسطين
- برتلجرة، البرتغال
- يوف الكبرى، السنغال
- ماروا، الكاميرون
- تلاكسكالا سيتي، المكسيك
- غاندياي، السنغال

## ع

### العيون
- هوليوود، الولايات المتحدة[62]

### العرائش
- كومبيين، فرنسا[63]
- المنكب، إسبانيا[64]

## ف

### فاس[65]
- أريحا، فلسطين[66]
- بوبوديولاسو، بوركينا فاسو
- ووشى، الصين[67]
- كراكوف، بولندا
- لاهور، باكستان[68]
- مونبلييه، فرنسا
- سانت لويس، السنغال
- سوون، كوريا الجنوبية
- فلورنسا، إيطاليا
- القدس، فلسطين
- القيروان، تونس
- قلمرية، البرتغال[69]
- قرطبة، إسبانيا[70]
- شيان، الصين[71]
- تشنغدو، الصين[72]

### فيجيج
- ستان، سين-سان-دوني، فرنسا[73]

## ص

### الصويرة
- كاشكايش، البرتغال[74]
- لا روشيل، فرنسا[75]
- تشانغشو، الصين[76]

### الصخيرات
- بيتز، فرنسا[77]

## ق

### القنيطرة
- برجراك، فرنسا[78]
- حمام الأنف، تونس[79]
- طبيرة، البرتغال[80]
- كاراتاي، تركيا[81]
- سانجاكتيبي، تركيا[82]
- سانتا ماريا دا فييرا، البرتغال[83]
- سانتوس، البرازيل[84]
- غازي عنتاب، تركيا[85]

### القصر الكبير
- لاغوس، البرتغال[86]

## ر

### الرباط[87]
- إسطنبول، تركيا
- بيت لحم، فلسطين
- هونولولو، الولايات المتحدة
- ليون، فرنسا[88]
- لشبونة، البرتغال[89]
- مدريد، أسبانيا
- نابلس، فلسطين[90]
- القاهرة، مصر
- تونس، تونس
- غوانزو، الصين[91]

## ش

### شفشاون
- إساكوه، الولايات المتحدة[92]
- ديجون، فرنسا[93]
- كونمينغ، الصين[94]